# Laetitiae Sanctae
 Laetitiae Sanctae  è un'enciclica di papa Leone XIII, datata 8 settembre 1893, e dedicata alla preghiera del Rosario.